# Астрономическая обсерватория Страсбурга
Астрономическая обсерватория Страсбурга (фр. Observatoire astronomique de Strasbourg) — астрономическая обсерватория, расположенная на территории ботанического сада Страсбургского университета.

## История
По итогам Франко-прусской войны 1870—1871 годов Страсбург отошёл к Германской империи. В 1872 году был восстановлен Страсбургский университет, а в 1875 году было принято решение о строительстве в новом городском районе Нойштадт астрономической обсерватории. Возведение зданий обсерватории продолжалось в течение следующих пяти лет. В 1881 году девятая Генеральная ассамблея Немецкого астрономического общества прибыла в Страсбург для торжественного открытия обсерватории.
В первые годы после открытия основным инструментом обсерватории стал крупнейший на то время для Германии 50-сантиметровый телескоп-рефрактор Репсольда. Позднее, в связи с техническим и научным прогрессом, телескоп модернизировали, и у астрономов появилась возможность наблюдать за далёкими туманностями, кометами и двойными звёздами. Однако, в связи с тем, что обсерватория была расположена в низменном месте, которое было подвержено туманам, в большей степени она служила образовательным, а не научным целям.

## Описание
В настоящее время в обсерватории базируется Страсбургский центр астрономических данных (фр. Centre de données astronomiques de Strasbourg), собирающий и распространяющий различную астрономическую информацию, в том числе: SIMBAD — база данных астрономических объектов, VizieR — служба доступа к астрономическим каталогам, Aladin — интерактивный атлас неба. 
В подвале обсерватории расположен музей «Звёздный склеп» (фр. Crypte aux étoiles), в котором представлена экспозиция, включающая старинные телескопы и всевозможные астрономические и навигационные устройства.